# Blue Water Dokken
Blue Water Dokken er en sportshal i Esbjerg, placeret på samme lokation som den tidligere Esbjerg Stadionhal. Hallen indgår i det samlede idrætsanlæg kaldet Esbjerg Idrætspark, og er hjemmebane for elitehåndboldklubberne Team Esbjerg og Ribe-Esbjerg HH. Udover håndbold kan hallen også bruges til idrætsstævner, messer, koncerter og shows.
Den oprindelige Esbjerg Stadionhal blev bygget i 1968 og var på opførselstidspunktet forud for sin tid, da omklædningsrummene er placeret, så der er spilleradgang fra de fire hjørner. I 2011 var hallen godt udtjent, og man begyndte i september 2011 at rive den ned. Man bibeholdt kælderen og begyndte at bygge en ny hal op derpå. Den nye hal blev indviet den 5. oktober 2012, og den første kamp blev spillet den 13. oktober, da Ribe-Esbjerg HH tabte til Skjern Håndbold med 36-33. Efter ombygningen fik Blue Water Shipping og Pedersen Gruppen som navnesponsorer deres navne på den tidligere Esbjerg Stadionhal, da den blev navngivet Blue Water Dokken.